# Élections législatives macédoniennes de 2014
Les élections législatives macédoniennes de 2014 (en macédonien : Македонски парламентарни избори (2014)) se tiennent le dimanche 27 avril 2014, afin d'élire les 123 députés de la 8e législature de l'Assemblée de Macédoine, pour un mandat de quatre ans.
Couplé au second tour de l'élection présidentielle, ce scrutin voit la victoire de la VMRO-DPMNE de Nikola Gruevski, au pouvoir depuis 2006. Elle devance nettement l'Union sociale-démocrate de Macédoine (SDSM), qui avait porté à sa tête Zoran Zaev un an plus tôt et qui dénonce l'irrégularité des résultats. Gruevski s'associe de nouveau avec l'Union démocratique pour l'intégration (BDI/DUI) pour former son quatrième gouvernement.

## Contexte
Lors des élections législatives anticipées du 5 juin 2008, la coalition formée autour de l'Organisation révolutionnaire macédonienne intérieure - Parti démocratique pour l'unité nationale macédonienne (VMRO-DPMNE) remporte le scrutin, qui est marqué par une forte mobilisation des électeurs avec une hausse de six points de la participation, mais perd sa majorité absolue. Ayant confirmé sa coalition avec l'Union démocratique pour l'intégration (BDI/DUI), Gruevski se maintient au pouvoir en formant son troisième gouvernement.
Après la déroute subie par l'Union sociale-démocrate de Macédoine (SDSM) aux élections municipales de 2013, son président Branko Crvenkovski démissionne. Il est remplacé par l'un des deux seuls maires réélus, celui de Stroumitsa, Zoran Zaev.
Dans la perspective de l'élection présidentielle du 13 avril 2014, la VMRO-DPMNE décide de soutenir le président de la République sortant Gjorge Ivanov. La BDI/DUI demande au parti au pouvoir de reconsidérer ce choix et de désigner un candidat commun, une suggestion repoussée par Gruevski qui considère qu'il s'agit d'une ingérence dans les affaires internes de sa formation. La BDI/DUI réclame alors la tenue d'élections législatives anticipées, une proposition que soutient la VMRO-DPMNE, en tête dans les sondages. La dissolution est formellement votée par les députés le 6 mars, par 117 voix favorables sur 123, et le scrutin — anticipé d'un an — convoqué le 27 avril, le même jour que l'éventuel second tour de la présidentielle.
Au cours du premier tour de la présidentielle, Gjorge Ivanov arrive en tête avec 51,8 % des suffrages exprimés, contre 36,3 % au candidat de l'Union sociale-démocrate de Macédoine (SDSM) Stevo Pendarovski. Dans la mesure où la participation n'atteint pas 50 % des inscrits, le chef de l'État sortant ne peut être proclamé vainqueur puisqu'il aurait dû obtenir le soutien de la majorité absolue des inscrits.

## Système électoral

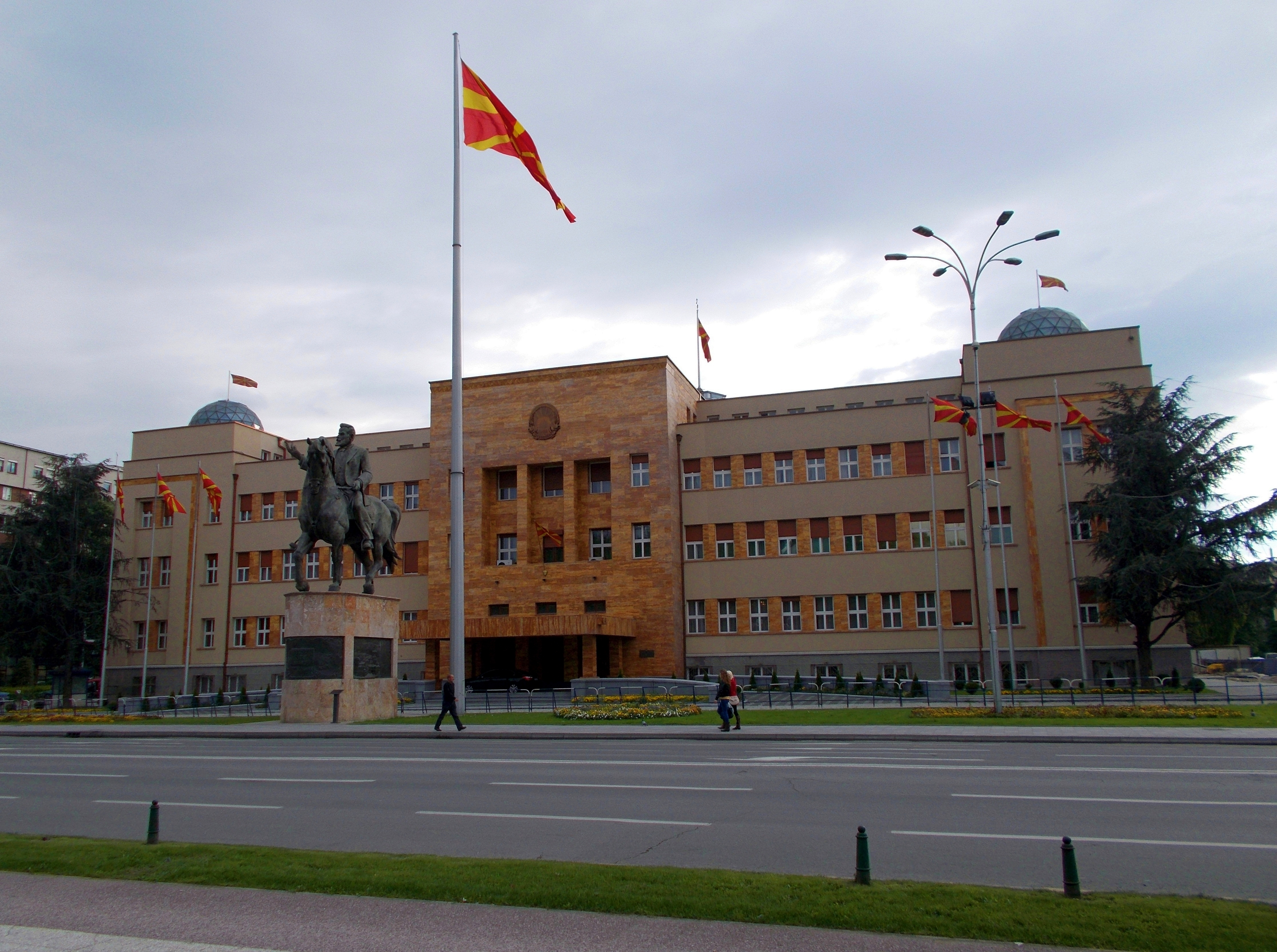
Le palais de l'Assemblée à Skopje.

L'Assemblée de Macédoine (Собрание на Македонија) est un parlement monocaméral composé de 123 sièges pourvus pour quatre ans dont 120 au scrutin proportionnel plurinominal dans six circonscriptions de 20 sièges chacune. Les électeurs votent pour le candidat d'une liste, et ce vote correspond à une voix pour cette dernière tout en jouant le rôle d'un vote préférentiel pour le candidat en question, lui donnant la possibilité de faire monter sa place dans la liste. Après décompte des suffrages, les sièges sont répartis selon la méthode d'Hondt au quotient simple, sans seuil électoral au niveau national. Toutes les listes reçoivent par conséquent un siège en proportion de leurs parts des suffrages exprimés, avec un siège par tranche de 1/20ème de suffrage dans chacune des six circonscription, soit un seuil de facto de 5 % des suffrages exprimés. Les sièges sont répartis, au sein des listes, entre les candidats ayant reçu le plus grand nombre de suffrages en leur nom, par ordre décroissant.
Les trois sièges restants, réservés à la diaspora, sont pourvus selon le même système, mais leur élection est conditionné à l'obtention d'un minimum de suffrages liés au scrutin précèdent. Un candidat de la diaspora n'est ainsi élu que si la liste sur laquelle il se présente réunit au moins autant de votes en sa faveur que le candidat ayant été élu avec le moins de voix en Macédoine du Nord lors du scrutin précédent. Les second et troisième sièges ne sont attribués que si cette même liste réunit le double et le triple de ce montant.
Le système proportionnel permet notamment la représentation de la minorité albanaise. En outre, toute liste doit comprendre au moins 30 % de candidats de chaque sexe.

## Campagne
L'Organisation révolutionnaire macédonienne intérieure - Parti démocratique pour l'unité nationale macédonienne (VMRO-DPMNE) de Nikola Gruevski fait campagne sur son bilan économique et social, qui repose notamment sur une baisse de huit points du taux de chômage depuis son arrivée au pouvoir, une dette publique contenue à 35 % du PIB, la hausse des salaires, des pensions de retraite et des aides sociales. Il s'engage à ne pas augmenter les impôts en 2014 et même à faire baisser la TVA, ainsi qu'à accorder des aides aux entreprises pour créer 4 000 nouveaux emplois.
Défaite à toutes les élections depuis 2006 et largement devancée dans les sondages, l'Union sociale-démocrate de Macédoine (SDSM) de Zoran Zaev s'engage à restaurer la classe moyenne, à développer le réseau de distribution de gaz naturel et de construire trois nouveaux tronçons d'autoroute. Si Gruevski juge ces mesures déraisonnables, Zaev lui reproche d'avoir rendu la Macédoine dépendante de ses emprunts, d'avoir creusé les inégalités entre riches et pauvres et de ne pas respecter l'Etat de droit.

### Principales forces politiques
| Parti/coalition | Parti/coalition | Idéologie                                                            | Chef de file                                | Score en 2011              |
| --------------- | --- | -------------------------------------------------------------------- | ------------------------------------------- | -------------------------- |
|                 | VMRO-DPMNE ВМРО-ДПМНЕ                                                                                               | Centre droit Libéral-conservatisme, démocratie chrétienne            | Nikola Gruevski (Président du gouvernement) | 39,2 % des voix 56 députés |
|                 | Union sociale-démocrate de Macédoine Социјалдемократски сојуз на Македонија (SDSM)                                  | Centre gauche Social-démocratie, libéralisme, europhilie             | Zoran Zaev (Maire de Stroumitsa)            | 32,8 % des voix 39 députés |
|                 | Union démocratique pour l'intégration Демократска унија за интеграција (DUI) Bashkimi Demokratik për Integrim (BDI) | Centre droit Conservatisme social, europhilie, intérêts des Albanais | Ali Ahmeti                                  | 10,3 % des voix 14 députés |
|                 | Parti démocratique des Albanais Демократска партија на Албанците (DPA) Partia Demokratike Shqiptare (PDSh)          | Centre droit Conservatisme social, intérêts des Albanais             | Menduh Thaçi                                | 5,9 % des voix 8 députés   |

## Résultats
|                          |                                                     |                                                     |                                                 |           |       |      |               |               |
| Parti/coalition          | Parti/coalition                                     | Parti/coalition                                     | Parti/coalition                                 | Voix      | %     | +/-  | Sièges        | +/-           |
|                          | VMRO-DPMNE                                          | VMRO-DPMNE                                          | VMRO-DPMNE                                      | 481 615   | 42,97 | 3,75 | 61            | 5             |
|                          | VMRO-DPMNE                                          | VMRO-DPMNE                                          | 52                                              | 481 615   | 42,97 | 3,75 | 5             |               |
|                          | Parti socialiste de Macédoine (SPM)                 | Parti socialiste de Macédoine (SPM)                 | 3                                               | 481 615   | 42,97 | 3,75 | en stagnation |               |
|                          | Renouveau démocratique de Macédoine (DOM)           | Renouveau démocratique de Macédoine (DOM)           | 1                                               | 481 615   | 42,97 | 3,75 | en stagnation |               |
|                          | Parti démocratique des Serbes de Macédoine (DPS)    | Parti démocratique des Serbes de Macédoine (DPS)    | 1                                               | 481 615   | 42,97 | 3,75 | en stagnation |               |
|                          | Parti démocratique des Turcs de Macédoine (DPT/TDP) | Parti démocratique des Turcs de Macédoine (DPT/TDP) | 1                                               | 481 615   | 42,97 | 3,75 | en stagnation |               |
|                          | Union démocratique (DZ)                             | Union démocratique (DZ)                             | 1                                               | 481 615   | 42,97 | 3,75 | en stagnation |               |
|                          | Parti d'action démocratique de Macédoine (SDA)      | Parti d'action démocratique de Macédoine (SDA)      | 1                                               | 481 615   | 42,97 | 3,75 | en stagnation |               |
|                          | Union des Roms de Macédoine (SRM)                   | Union des Roms de Macédoine (SRM)                   | 1                                               | 481 615   | 42,97 | 3,75 | 1             |               |
|                          | VMRO-Macédoine                                      | VMRO-Macédoine                                      | 0                                               | 481 615   | 42,97 | 3,75 | 1             |               |
|                          | Union sociale-démocrate de Macédoine (SDSM)         | Union sociale-démocrate de Macédoine (SDSM)         | Union sociale-démocrate de Macédoine (SDSM)     | 283 955   | 25,34 | 7,47 | 34            | 5             |
|                          | Union sociale-démocrate de Macédoine (SDSM)         | Union sociale-démocrate de Macédoine (SDSM)         | 27                                              | 283 955   | 25,34 | 7,47 | 2             |               |
|                          | Parti libéral-démocrate (LDP)                       | Parti libéral-démocrate (LDP)                       | 3                                               | 283 955   | 25,34 | 7,47 | 3             |               |
|                          | Nouveau Parti social-démocrate (NSDP)               | Nouveau Parti social-démocrate (NSDP)               | 3                                               | 283 955   | 25,34 | 7,47 | 1             |               |
|                          | Parti pour le Mouvement turc de Macédoine (PDT/THP) | Parti pour le Mouvement turc de Macédoine (PDT/THP) | 1                                               | 283 955   | 25,34 | 7,47 | 1             |               |
|                          | Parti pour l'émancipation totale des Roms (PCER)    | Parti pour l'émancipation totale des Roms (PCER)    | 0                                               | 283 955   | 25,34 | 7,47 | 1             |               |
|                          | Autres (partis absents)                             | Autres (partis absents)                             | 0                                               | 283 955   | 25,34 | 7,47 | 5             |               |
|                          | Union démocratique pour l'intégration (BDI/DUI)     | Union démocratique pour l'intégration (BDI/DUI)     | Union démocratique pour l'intégration (BDI/DUI) | 153 646   | 13,71 | 3,43 | 19            | 5             |
|                          | Parti démocratique des Albanais (PDSh/DPA)          | Parti démocratique des Albanais (PDSh/DPA)          | Parti démocratique des Albanais (PDSh/DPA)      | 66 393    | 5,92  | 0,02 | 7             | 1             |
|                          | Option citoyenne pour la Macédoine (GROM)           | Option citoyenne pour la Macédoine (GROM)           | Option citoyenne pour la Macédoine (GROM)       | 31 610    | 2,82  | Nv   | 1             | 1             |
|                          | Renaissance démocratique nationale (RDK/NDP)        | Renaissance démocratique nationale (RDK/NDP)        | Renaissance démocratique nationale (RDK/NDP)    | 17 783    | 1,59  | 1,08 | 1             | 1             |
|                          | VMRO - Parti populaire (VMRO-NP)                    | VMRO - Parti populaire (VMRO-NP)                    | VMRO - Parti populaire (VMRO-NP)                | 16 772    | 1,50  | 1,01 | 0             | en stagnation |
|                          | Autres                                              | Autres                                              | Autres                                          | 31 316    | 2,89  |      | 0             | 4             |
|                          |                                                     |                                                     |                                                 |           |       |      |               |               |
| Suffrages exprimés       | Suffrages exprimés                                  | Suffrages exprimés                                  | Suffrages exprimés                              | 1 083 090 | 96,64 |      |               |               |
| Blancs et nuls           | Blancs et nuls                                      | Blancs et nuls                                      | Blancs et nuls                                  | 37 654    | 3,36  |      |               |               |
| Total                    | Total                                               | Total                                               | Total                                           | 1 120 744 | 100   | –    | 123           | en stagnation |
| Abstention               | Abstention                                          | Abstention                                          | Abstention                                      | 659 384   | 37,04 |      |               |               |
| Inscrits / participation | Inscrits / participation                            | Inscrits / participation                            | Inscrits / participation                        | 1 780 128 | 62,96 |      |               |               |

### Analyse
Au soir du scrutin, l'Union sociale-démocrate de Macédoine (SDSM) remet en cause la régularité des résultats. Zoran Zaev estime ainsi que le pouvoir a « massivement acheté des voix, en présence et avec l'assistance de la police » et l'accuse « d'abuser de l'ensemble du système d'État » à coups « de menaces et de chantage »,. La commission électorale considère pour sa part que le scrutin s'est déroulé de manière correcte et l'Organisation révolutionnaire macédonienne intérieure - Parti démocratique pour l'unité nationale macédonienne (VMRO-DPMNE) évoque une élection « parfaitement calme, preuve de la maturité démocratique de la Macédoine ».

### Conséquences
Après avoir reconstitué sa coalition avec l'Union démocratique pour l'intégration (BDI/DUI), Nikola Gruevski forme son quatrième gouvernement.